# Typhlodromus abboudieius
Typhlodromus abboudieius är en spindeldjursart som beskrevs av Bayan och Merheb 2006. Typhlodromus abboudieius ingår i släktet Typhlodromus och familjen Phytoseiidae. Inga underarter finns listade i Catalogue of Life.